# 天津宝坻经济开发区
天津宝坻经济开发区，原名宝坻经济开发区天宝工业园，成立于2003年3月，位于京哈高速南侧，宝坻城区西北侧，开发面积为12平方公里，规划用地面积达33平方公里。2006年5月31日，经国家发改委审核通过成为第六批省级开发区。2006年9月，更为现名。

## 管委会信息
- 办公地址：位于天津市宝坻区天津宝坻经济开发区南环路8号
- 电话：022-22539000
- 主任：鲁春兵

## 行政区划[3]
天津宝坻经济开发区下辖以下地区：
- 天宝工业园华泰建业社区
- 九园工业园九园工贸社区
- 口东工业园东旺投资社区
- 潮南产业园潮南工贸社区